# Кольє Шарлотти
Кольє Шарлотти (рос. Колье Шарлотты) — радянський кольоровий трисерійний телевізійний художній детективний фільм, поставлений на Кіностудії «Ленфільм» в 1984 році режисером Євгеном Татарським за мотивами повісті Анатолія Ромова «Митний огляд», зфільмований на замовлення Державного комітету СРСР по телебаченню і радіомовленню
Прем'єра фільму в СРСР відбулася 17 грудня 1984 року.

## Синопсис
Співробітники КДБ — полковник Серьогін і молодий співробітник Павлов — розслідують вбивство фарцовщика Віктора Корабльова. Розслідування виводить їх на слід злочинної групи, переправляє за кордон цінні твори ювелірного мистецтва.
Поєдинок з досвідченими і хитрими злочинцями виявляється для чекістів серйозним випробуванням. З'ясовується, що вбивство Корабльова пов'язано зі спробою таємно вивезти за кордон знамениту антикварну річ, відому під назвою «Кольє Шарлотти».

## У ролях
- Кирило Лавров — полковник КДБ Володимир Володимирович Серьогін[3]
- Вадим Лєдогоров — співробітник КДБ Антон Борисович Павлов
- Юрій Кузнєцов — Корченов, злочинець-рецидивіст
- Ігор Янковський — Віктор Корабльов, фарцовщик
- Валентина Воілкова — Світлана Корабльова, сестра Виктора
- Георгій Мартиросьян — Стас Сєдов, приятель Віктора
- Валерій Матвєєв — Ігор Ліньова
- Олена Соловей — Марія Григорівна Зеновій
- Володимир Сошальський — Губченко
- Лев Пригунов — Павло Парин, судновий лікар
- Євген Кіндінов — Георгій Северцев, судновий лікар
- Георгій Дрозд — Яків Гурський, судновий лікар
- Ігор Єфімов — Торопов
- Юрій Соловйов — прокурор
- Жанна Прохоренко — чергова в готелі
- Олексій Рессер — Аркадій Ройзман, ювелір
- Володимир Валуцький — Пачинський, колекціонер з Канади
- Сергій Виноградов — генерал Буриліна
- Галина Нікуліна — Марина Пригунова
- Володимир Долгушин — Юсов
- Галина Фігловська — гід